# Feliciano Sánchez Saura
Feliciano Sánchez Saura (Cartagena, 21 de mayo de 1882 - Madrid, 1 de julio de 1963) fue un maestro español, concejal de su ciudad natal, fundador y colaborador del periódico La Voz de la Escuela y fundador y colaborador de la emisora de radio local.
Maestro y pedagogo, destacó en la enseñanza siendo un adelantado en la metodología y los principios pedagógicos que aplicaba en la escuela. Fue un revolucionario en cuanto a entender la escuela como una construcción social. Para ello generó un proceso de cambio en el barrio de Los Molinos, hoy Barrio de Peral, que se apoyó en la creación de la Asociación de Amigos del Niño (entidad que unió a todas las clases sociales). Creó el periódico La Voz de la Escuela, que fue el primer periódico escolar editado en España, aunque posteriormente habría más de trescientos. Todo el barrio se sintió partícipe e hizo suyo el proyecto de Feliciano Sánchez de una escuela digna para todos. Además de los programas didácticos de la enseñanza oficial, se impartían clases complementarias: prácticas agrícolas, talleres de carpintería, música, escultura y modelado, colonias de verano y enseñanza naval. En estas clases colaboraban de manera desinteresada profesionales del barrio y nadie percibía remuneración por ello.
Tras dos décadas de esfuerzo, mediante suscripción popular consigue que el barrio tenga un Centro Escolar nuevo y digno, dotado de patio de recreo, iluminación, ventilación y aseos. Se termina su construcción en 1935 y en un pleno del Ayuntamiento se aprueba que la escuela lleve su nombre; actualmente, CEIP Feliciano Sánchez Saura Archivado el 30 de septiembre de 2010 en Wayback Machine..En 1934 pide el traslado a Madrid por diferencias políticas y no llega a ver finalizado su proyecto. Sin embargo, en 1968, o sea, en plena Dictadura, sus antiguos alumnos convocaron un acto de homenaje póstumo en el que se rehabilitó su nombre para la escuela. Posteriormente ya en 1997 la Asociación de Mujeres Amanecer y los antiguos alumnos e hijos de otros que ya habían fallecido, pero habían oído hablar a sus padres del insigne maestro, instaron al Ayuntamiento y este concedió poner el nombre de Feliciano Sánchez Saura a una plaza del barrio de San Félix, además de una placa en la casa donde había vivido en la plaza Sánchez Doménech.
En palabras de su hijo Luis en el homenaje de 1968:

Porque todos lo quisisteis, la escuela del Barrio de Peral fue un producto social

## Biografía

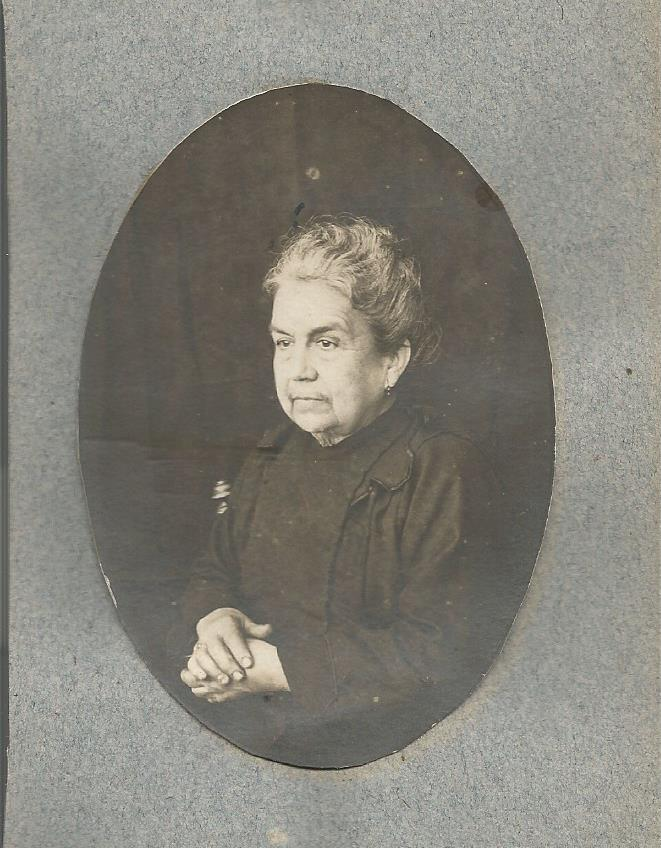
Isabel Saura Almiñana

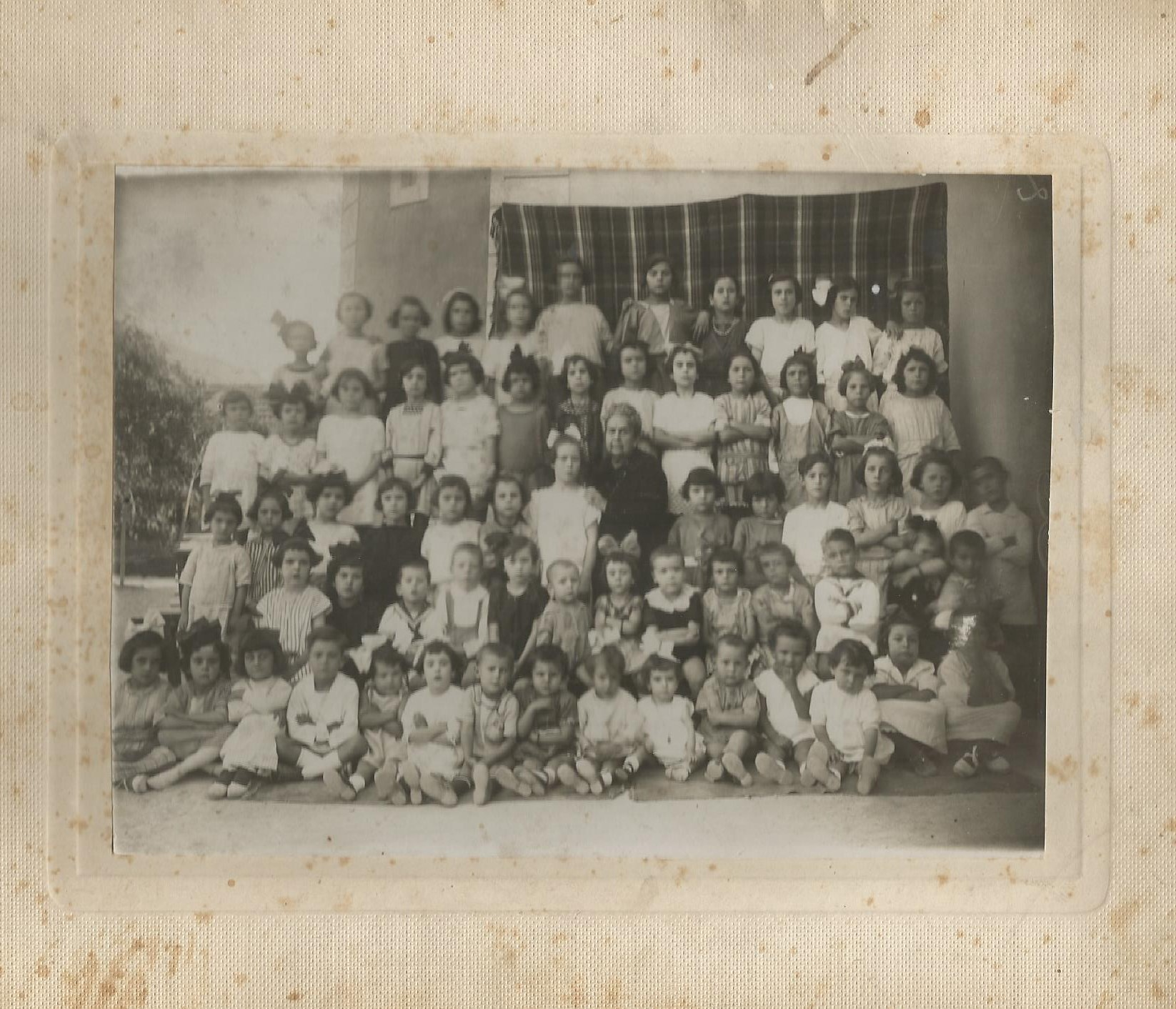
Isabel Saura en el colegio

Hijo de Antonio Sánchez y de Isabel Saura Almiñana. Su madre (Cartagena, 1862), cursó estudios y en 1876 obtuvo el título académico que le sirvió para ejercer la profesión de maestra.
En 1908, el Ayuntamiento de Cartagena crea las primeras Escuelas Municipales y es nombrada para dirigir la Escuela mixta creada en el Barrio de Peral. Allí ejerció su profesión durante 46 años. Tuvo cuatro hijos de los que sólo Caridad y Feliciano sobrevivieron. Enviudó muy joven; sus dos hijos cursaron estudios de Magisterio. En 1934, se trasladó a Madrid con su familia y allí murió en 1945.Como se afirma en Barrio de Peral, libro editado por la Asociación de Mujeres Amanecer:

La biografía de Isabel es breve, forma parte de ese pequeño número de mujeres desconocidas en la historia que tuvieron una relevancia profesional en una época muy difícil para la mujer. Isabel fue una adelantada en la época que le tocó vivir, calladamente contribuyó a la igualdad de derechos en la mujer. Lo demostró al dar las mismas oportunidades de estudios a sus hijos. Con el ejercicio de su profesión, contribuyó a la formación de hombres y mujeres de nuestro barrio

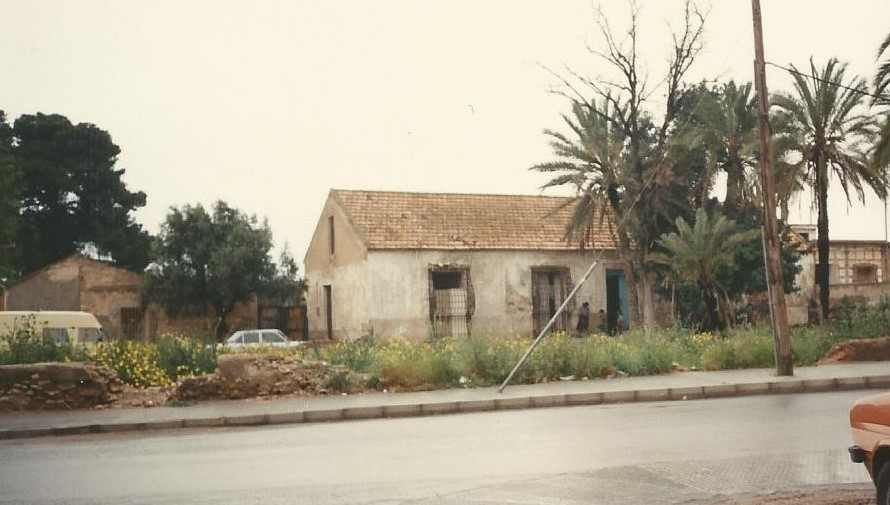
Escuela Unitaria de San Félix

Feliciano contrae matrimonio con Paquita Albalá del Río, hija de un Oficial de Infantería de Marina, nacida en San Fernando (Cádiz). Es llevada a Cartagena en su primera infancia y asiste como alumna al colegio de Isabel Saura, que con el tiempo llegaría a ser su suegra. Si en la vida y obra de cada persona aparece la influencia de su pareja, en el caso del maestro no puede hallarse mejor complemento. Fue la madre de sus hijos y el dulce apoyo para llevar en pareja una vida de lucha, de penuria económica, de colaboración profesional y de apoyo incondicional. Tuvieron dos hijos Luis y Joaquín; ambos asistieron al Colegio de la Vereda de San Félix y vivieron en primera persona el desarrollo social y pedagógico que promovía el maestro, su padre. Luis fue maestro y abogado, Joaquín médico. Ambos ejercieron sus profesiones en Madrid.

## Formación

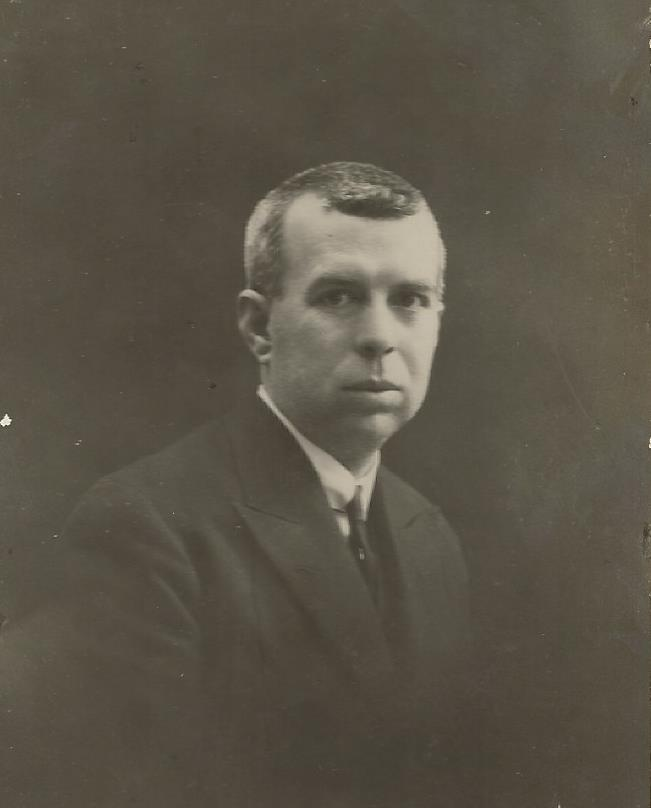
Feliciano Sánchez Saura en 1922

Feliciano realiza sus primeros estudios en el colegio de Isabel Saura, su madre. Posteriormente fue becado por el Ayuntamiento de Cartagena para estudiar el Bachillerato en el Colegio de los Cuatro Santos. Su primer empleo como maestro fue en la Escuela Graduada, inaugurada en 1903, de la calle Gisbert, dirigida por don Félix Martí Alpera, que ejerció una decisiva influencia pedagógica en él.
En 1909, gana por oposición su ingreso en el Magisterio Nacional y obtiene la plaza en propiedad de la Escuela Unitaria de la Vereda de San Félix.
En 1915-1916 fue elegido concejal del Ayuntamiento de Cartagena.
1919 la Escuela Unitaria de San Félix pasa a ser Escuela Graduada de niños de Barrio de Peral.
En 1921 funda la Asociación Amigos del Niño, que aparece inscrita como la primera de España y sienta los principios para lograr unas escuelas dignas. Con diversas ayudas económicas, publicó el periódico La Voz de la Escuela del que fue fundador y director. Colabora como fundador en la emisora de radio local con intervenciones siempre en pro de la enseñanza pública. Es también fundador y consejero de los “Exploradores de España” y, además, participa como conferenciante en la Universidad Popular.

## El hombre y el maestro

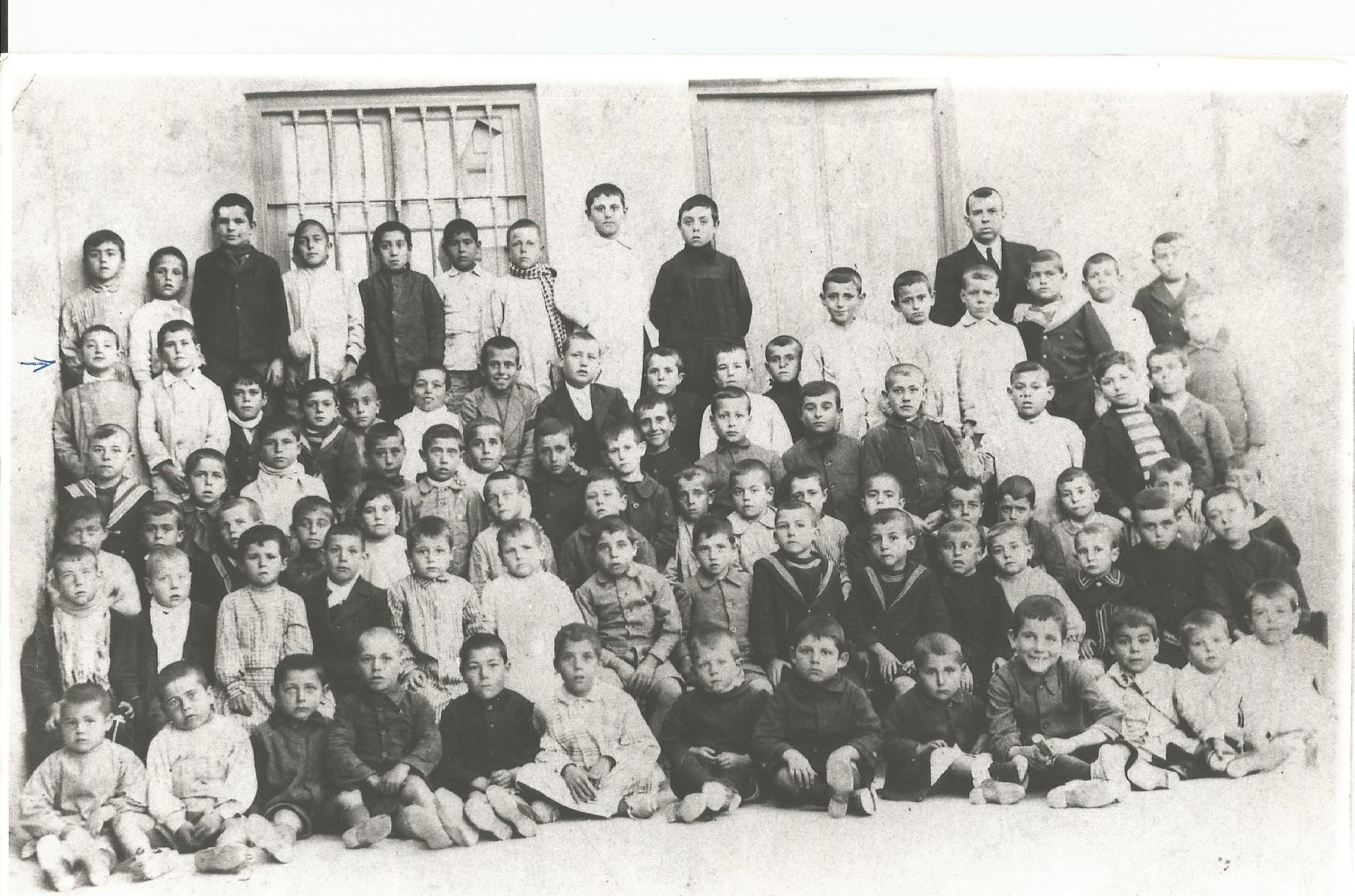
Alumnos de la Escuela de San Félix

Feliciano es un hombre delgado y nervioso, lleno de vitalidad, deportista, buen ciclista, un patinador hábil y un remero formidable. Tenía una mirada limpia, firme y en ocasiones acerada que era el espejo de su alma: firme serena y dulce. De sólidas convicciones liberales y una fuerte personalidad que defiende y aplica en todos los ámbitos, personal, familiar, político y profesional.
Fue un hombre con una vocación incansable al magisterio y a la infancia en una época de la historia en la que tantas dificultadas de toda índole recaían en la persona del maestro.Feliciano hablando del niño decía:

Pese a la buena voluntad de los hombres, el niño ha sido hasta hoy la víctima inocente del hogar, de la escuela y de la sociedad […] En los tiempos modernos, el analfabetismo acusa a la civilización del abandono en el que tiene al niño y son los cuarteles los que se ven obligados a alternar con las armas las enseñanzas de lectura y escritura y son las leyes las que prohíben a los patronos admitir en sus fábricas a menores de 14 años.  Se justifica este abandono al observar la tremenda equivocación que hemos padecido tratando al niño como a un hombre en pequeño. El niño es un ser excepcional independiente “sui generis”. Para educarlo con el respeto y justicia que merece, es indispensable conocer previamente las leyes que presiden la evolución de sus aptitudes [...]
La Voz de la Escuela, 1923

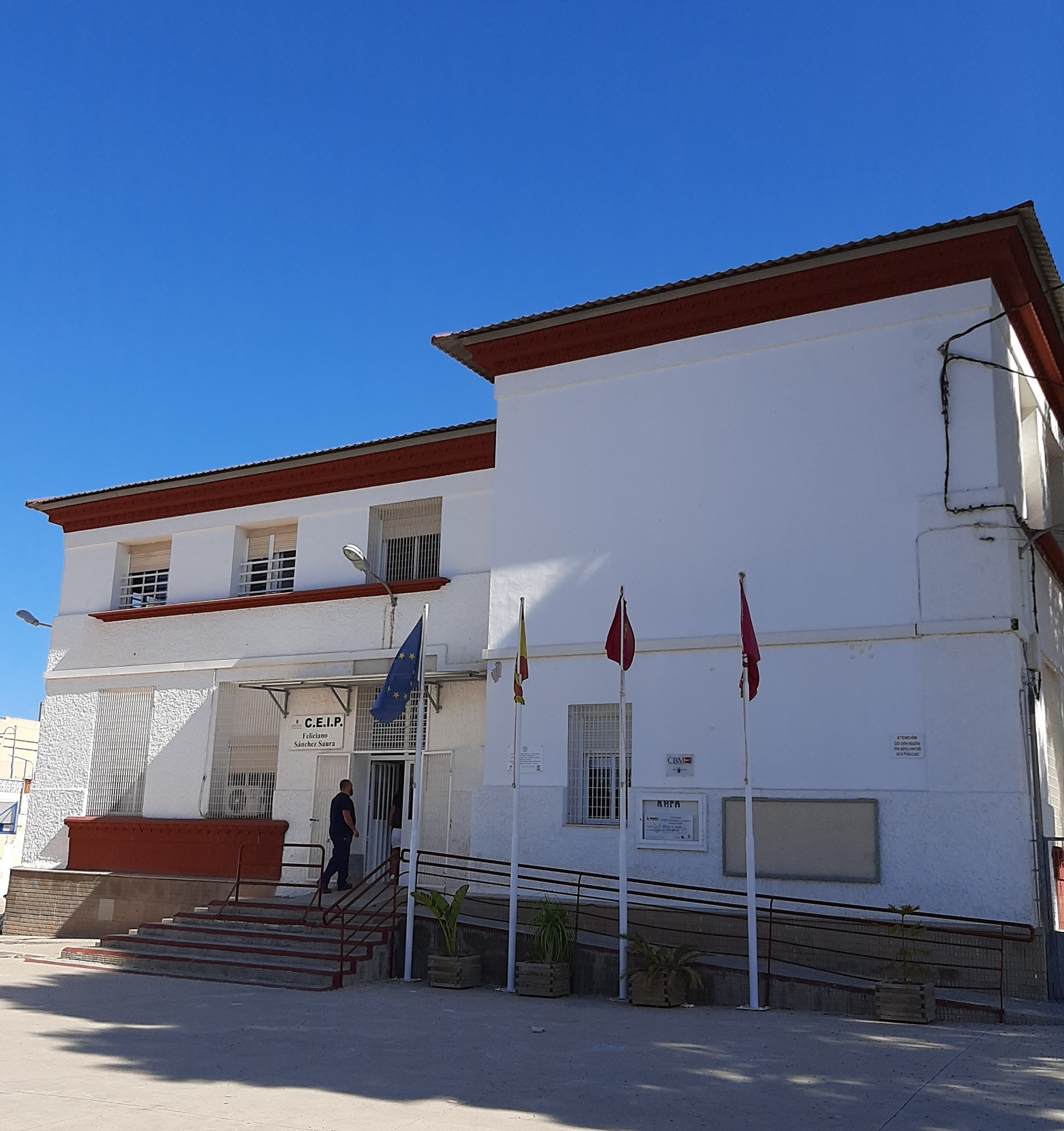
Escuela Graduada

Es un firme promotor de la enseñanza pública al alcance de todos. Su primer objetivo es que la Unitaria de la Vereda de San Félix, en la que atiende a 120 alumnos, pase a ser Escuela Graduada, lo que tiene lugar en 1919. Con ello logra que el centro tenga cuatro Secciones de 45/50 niños por aula, pero en el mismo espacio de la Unitaria. Su siguiente objetivo es conseguir un centro moderno, un espacio escolar nuevo y digno con patio de recreo, iluminación, ventilación y aseos. En 1923 es nombrado director de la Escuela Graduada.
Para su realización, promueve la participación de la comunidad a través de la Asociación los Amigos del Niño, entidad sin ánimo de lucro y creada para la promoción y mejora de la enseñanza en el barrio. Mediante suscripción popular se costeó el solar y posterior construcción del edificio. Las obras del actual edificio duraron 25 años y en ellas colaboraron 300 asociados con aportaciones que oscilaron entre 0’25 hasta las 10.000 pesetas de doña Paulina Messeguer, viuda de Beriso.

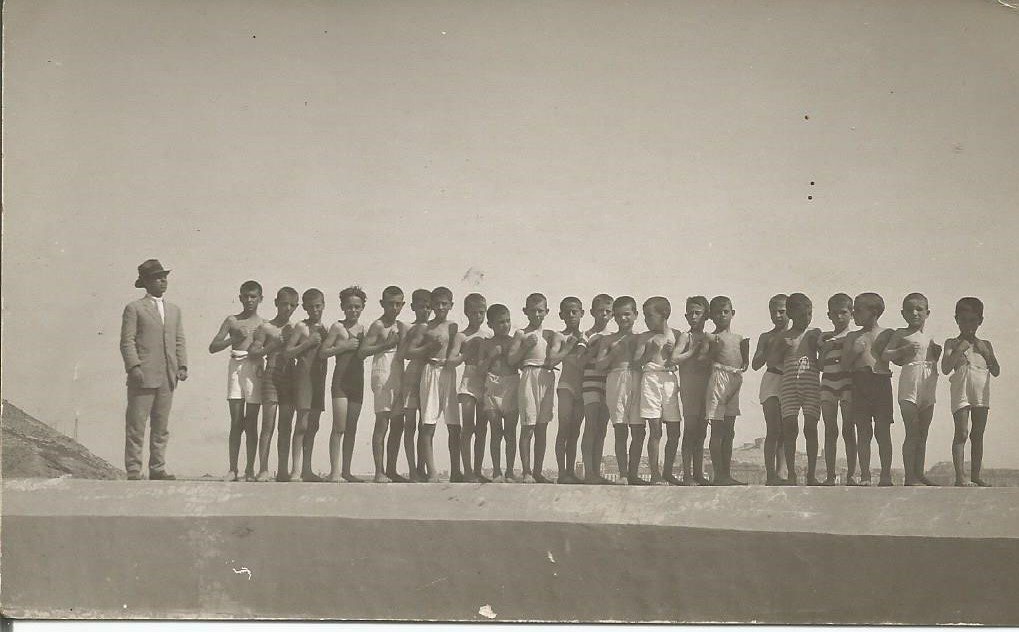
Feliciano Sánchez Saura con sus alumnos en una clase de natación

Difícil separar al hombre del maestro eminentemente inquieto por la enseñanza y por su renovación, tanto en métodos como en conocimientos. Por eso promueve en el quehacer pedagógico las siguientes prácticas:
- Taller de carpintería, en el que colaboraban profesionales que impartían sus conocimientos después de su jornada laboral y lo hacían desinteresadamente.
- Clases de música. El centro llegó a tener un acordeón en propiedad.
- Clases de escultura y modelado. Igualmente, los artesanos recibían a los alumnos en sus talleres para que tuvieran una experiencia práctica y real.
- Biblioteca escolar, con más de trescientos volúmenes.
- Mutualismo escolar y agrícola. La aplicación del aprendizaje entre iguales, tanto en los conocimientos teóricos como en las actividades del huerto que cultivaban en un terreno colindante, cedido gratuitamente por el Sr. Pérez Mila. La escuela contaba con aperos propios.

Organiza colonias de verano en Sierra Espuña y Mazarrón, financiadas por la Asociación, para los más desfavorecidos, que eran la mayoría. Como curiosidad, los uniformaba con un sombrero de paja con una cinta de color.

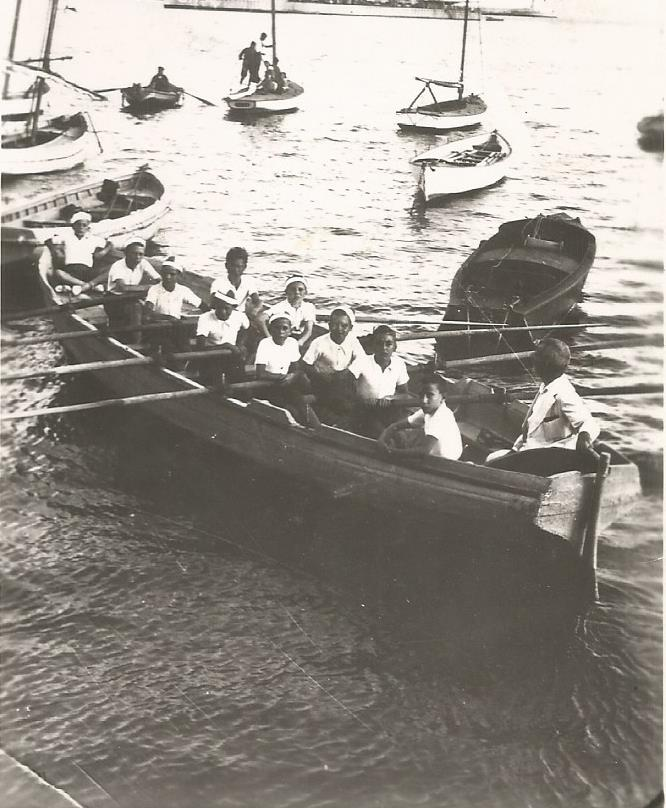
Prácticas de remo

La enseñanza naval fue, sin duda, la realización más querida de los alumnos y más espectacular. El maestro consiguió el regalo de una vieja embarcación a remos, dada de baja por la Armada y condenada al desguace por abandono. Gratuitamente, por gestión del tesorero de la Asociación de Amigos del Niño, fue reconstruida en el Arsenal. Y también graciosamente el Real Club de Regatas permitió la utilización de sus instalaciones para el amarre y cuidado del bote. La compañía de Tranvías autorizó el transporte gratuito diario de 20 alumnos y profesores.
El objetivo, cumplido con creces, era familiarizar a los niños con el mar, pues siendo todos ellos nacidos en el Departamento Marítimo habrían de ser inscritos en Marina y embarcados, dándose la extraña circunstancia de que aquellos marineros ni sabían nadar -en su mayoría- ni habían navegado nunca. Desgraciadamente, Cartagena no facilitaba este conocimiento al no existir playas en su recinto portuario y carecer, entonces, de transporte y de medios económicos para desplazarse. Es cierto que aquella embarcación participó en regatas, a remo y dentro del Club, y también era solicitada por los marineros de la Armada. Cuando se entrenaban para competir entre ellos, solicitaban al “bote de los niños” entablar competencia, pues sabían que la ligereza de la embarcación escolar y la destreza de su tripulación eran serios competidores para aquellos fuertes marinos, pero con peor bote. El de los niños armaba ocho remos.En sus palabras de homenaje al maestro en 1968, el alumno Miguel Berruezo rememora aquella labor náutica y dice: 

Recordamos aquel magnífico equipo de remeros, orgullo y temor de la bahía Cartagenera, en buena lid con verdaderos marinos.

Su alumnado accedía al Instituto de Segunda Enseñanza perfectamente preparado a través de una metodología absolutamente revolucionaria para su época.
En 1935 se acaban las obras del nuevo Colegio y en un pleno del Ayuntamiento se aprueba que éste lleve el nombre de Feliciano Sánchez Saura como homenaje a la labor desarrollada por el maestro.
Nadie percibió remuneración alguna por sus trabajos, nadie ni los maestros fueron citados con menciones, condecoraciones o plácemes. Todos sintieron la satisfacción del deber cumplido y voluntariamente aceptado. Y todos dieron al maestro el mayor homenaje que podría recibir: la inmensa recompensa de estampar su nombre en la fachada del Grupo Escolar que no llegó a ver. Porque todos lo quisieron, la escuela del Barrio de Peral fue un producto social.
En palabras de su hijo, Luis Sánchez Albalá: «Creo poder asegurar que esa institución llamada Transporte escolar tuvo su cuna en la Escuela Unitaria de la Vereda de San Félix. Todos los días lectivos se reunía, espontáneamente, un numeroso grupo de alumnos que esperaba la salida del maestro de su domicilio, y mañana y tarde, cuando comenzaba la jornada lectiva, el maestro y su alegre grupo de alumnos caminaban desde la plaza de Sánchez Doménech hasta la Vereda, por un camino llamado “Las Paretas”».
Los parásitos y el tracoma fueron endémicos en la provincia. La Asociación de amigos del Niño pagaba las facturas del peluquero del barrio a razón de 0'20 ptas. el servicio y un promedio de 50 niños al mes. El tracoma fue prevenido y erradicado sin otro gasto que la actuación filantrópica del gran profesional y mejor persona que fue don Pedro Berruezo, apóstol de bondad y bien hacer que todo el barrio de Peral ha de recordar.
En 1934 pide el traslado a Madrid por diferencias políticas y no llega a ver finalizado su proyecto.
Al término de la guerra y por sus ideales liberales fue desterrado de Cartagena y tuvo que fijar su residencia definitiva en Madrid. En 1939 las letras colocadas en la fachada en las que podía leerse Grupo Escolar Feliciano Sánchez Saura, fueron arrancadas y destrozadas.
En 1963 fallece en Madrid.

## Homenajes
En 1968 el alcalde de Cartagena, D. Ginés Huertas Celdrán preside el homenaje a su memoria, organizado por A.VV. de barrio de Peral y por antiguos alumnos, para la restitución del nombre de Feliciano Sánchez Saura en el actual Grupo escolar. Asistieron sus hijos Luis y Joaquín.

En 1997 la Asociación de Mujeres Amanecer y, animados por D. Pedro Guevara Solano, los antiguos alumnos e hijos de otros que ya habían fallecido pero en los que perduraba el recuerdo de aquel maestro en sus descendientes instaron al Ayuntamiento a un homenaje y la alcaldesa de Cartagena Dª Pilar Barreiro Álvarez presidió el acto de poner el nombre a una plaza del Barrio de San Félix, además de una placa en la casa donde había vivido Feliciano (actual calle de San Esteban). Asistieron a este homenaje tres de sus nietos y una biznieta.

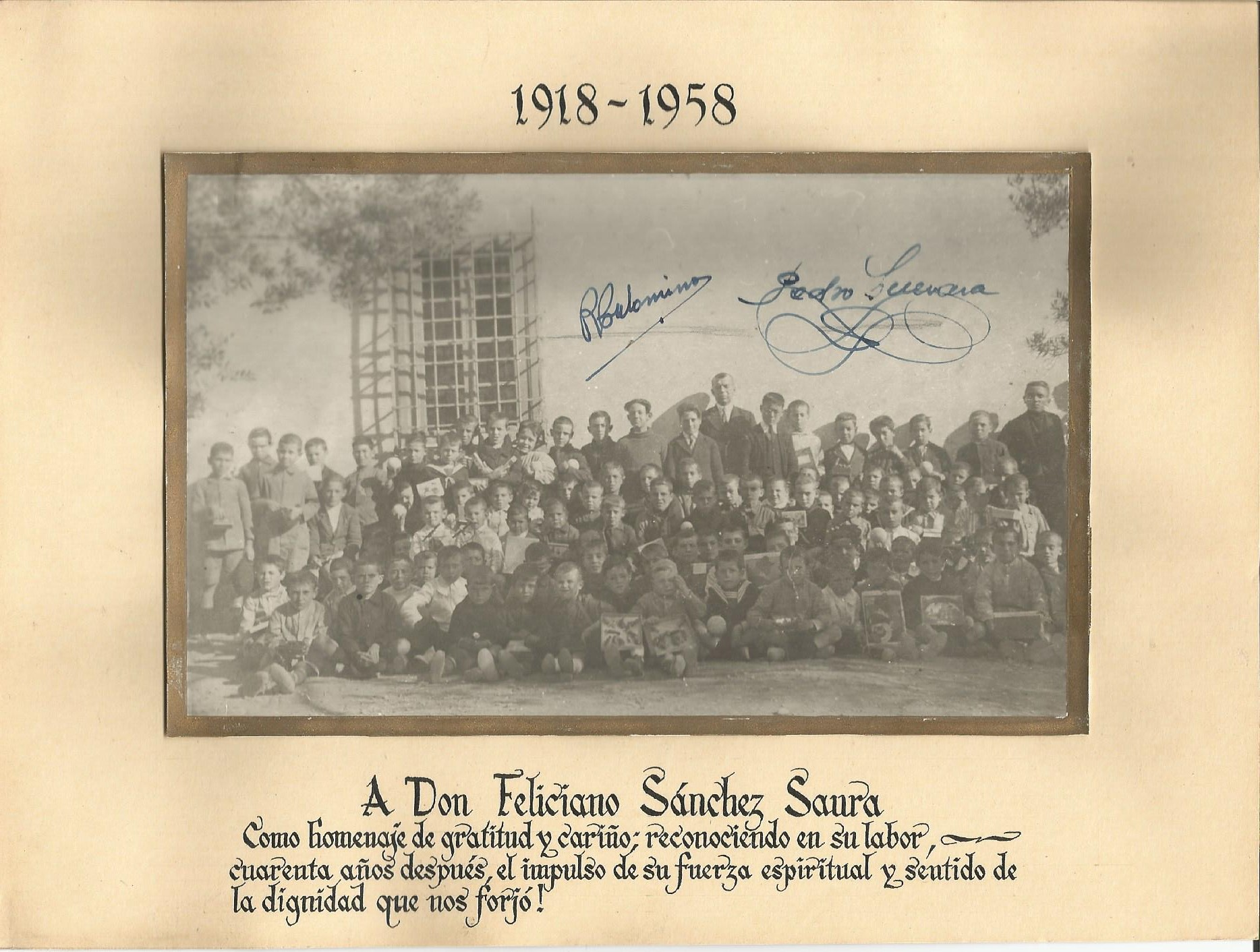
Homenaje de los alumnos
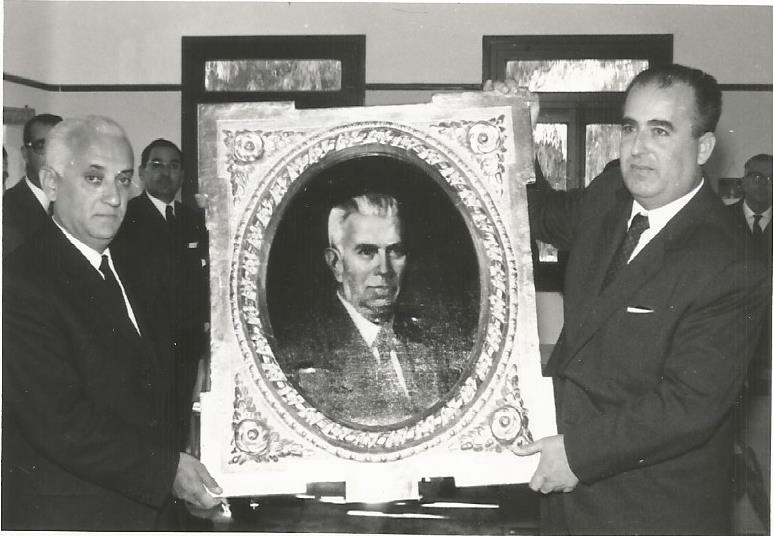
Homenaje a Feliciano Sánchez Saura en 1968
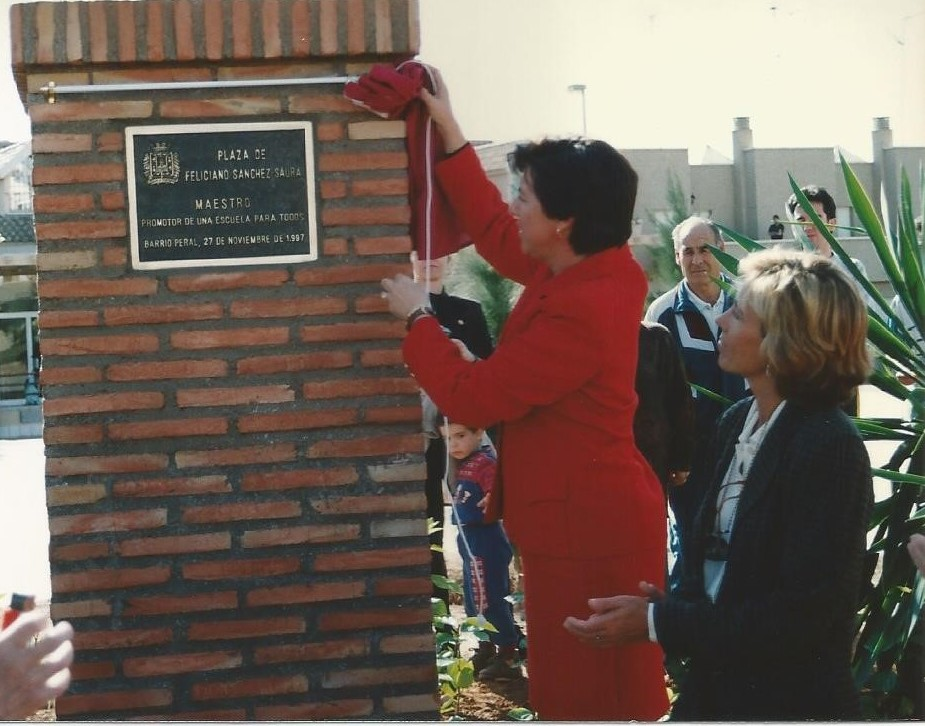
Homenaje a Feliciano Sánchez Saura en 1997
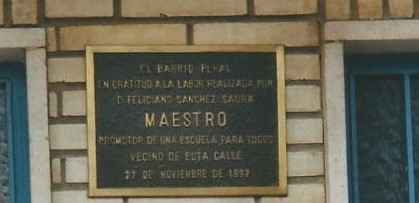
Placa homenaje en la que fue su vivienda